# Jürgen Locadia
Jürgen Leonardo Locadia (Emmen, Països Baixos, 7 de novembre de 1993) és un futbolista professional neerlandès que juga com a davanter o extrem per la SD Amorebieta.